# ラール・クリシュナ・アードヴァーニー
ラール・クリシュナ・アードヴァーニー（シンド語: लाल कृष्ण आडवाणी 1927年11月8日 - ）は、インドの政治家で元インド人民党党首。現在はインド最後の副首相である。

## 生涯
1927年11月8日、カラチ生まれ。ムンバイ大学で法学の学位を取得後、民族義勇団に参加。
1965年に、インドに戻り、二人の子を産んだ。　　　　　　

## 政治経歴
1947年のインド・パキスタン分離独立後に、パキスタン領となったカラチからラージャスターン州に移りヒンドゥー至上主義者が中心となったインド大衆連盟結党に関わる。1951年、シャヤマ・プラサド・ムカジーの人民党の秘書を1957年まで務めた。
その後、大衆連盟は国民会議派の反主流派や左翼・地方政党とジャナタ党を結成。ジャナタ党の選挙勝利でモラルジー・デーサーイー内閣が成立すると、1977年から、1979年まで情報・放送大臣を務める。
その後ジャナタ党が内部対立で瓦解すると、アードヴァーニーやアタル・ビハーリー・ヴァージペーイーなどが中心となりインド人民党を結成。1986年から1991年までインド人民党の総裁を務めた。それ以後にも人民党の総裁を2度務めている。1998年に人民党が勝利しヴァージペーイー内閣が成立すると、内相・副首相を務めた。人民党が2004年連邦下院選に敗北し野党に転落した後に、総裁に就任している。総裁在任時には本来のヒンドゥー至上主義を薄めて支持回復を図ったが、党勢の回復に繋がらなかった。現在は、グジャラート州ガンディーナガルでまた、候補として選挙を行っている。